# Stade Dominique Duvauchelle
O Stade Dominique Duvauchelle é um estádio multi-uso em Créteil, França. Tem o nome de um jornalista de esportes local que passou por ali logo antes da inauguração do estádio. É atualmente mais usado para partidas de futebol e o time da casa é Union Sportive Créteil-Lusitanos, que atualmente disputa a Ligue 2. O estádio foi construído com uma capacidade de aproximadamente 6.000 lugares.
Em 2004 a capacidade foi ampliada para os atuais 12.150 lugares.
O recorde de público do estádio foi em uma partida entre as seleções de futebol dos Camarões e do Senegal em 9 de fevereiro de 2005, com 12.000 espectadores presentes. O estádio também e utilizado para o atletismo.

## Galeria

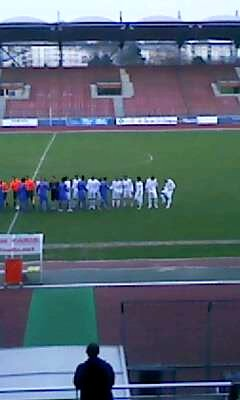
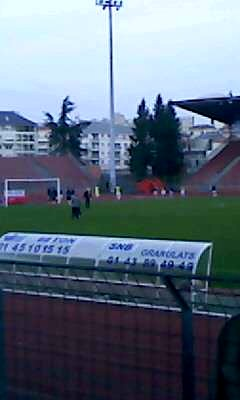
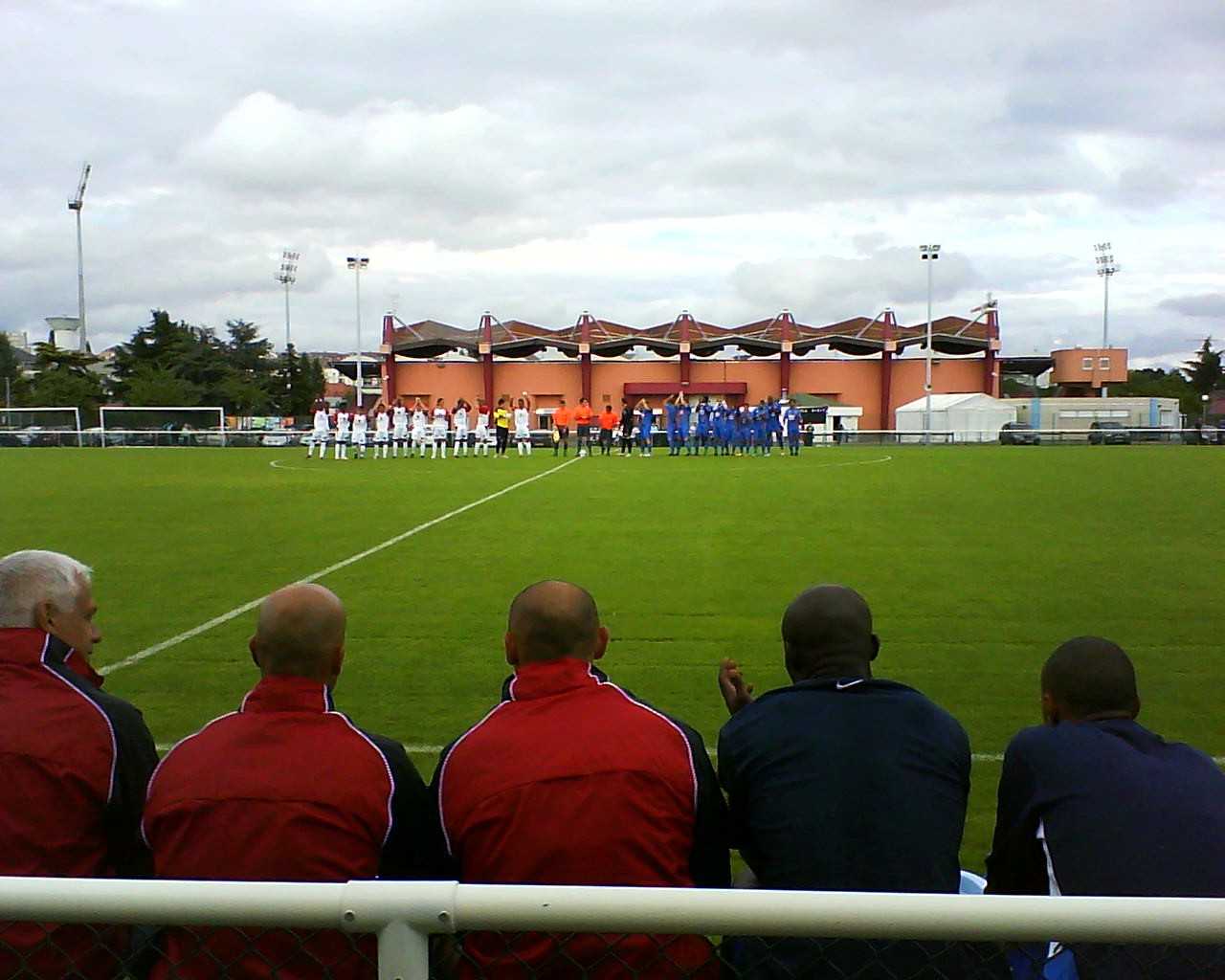
Terrain annexe accueillant les entraînements de l'US Créteil ainsi que quelques matches amicaux d'avant-saison (ici lors du match Créteil-UNFP du 14 juillet 2010).
Schéma de la disposition des différentes tribunes du stade
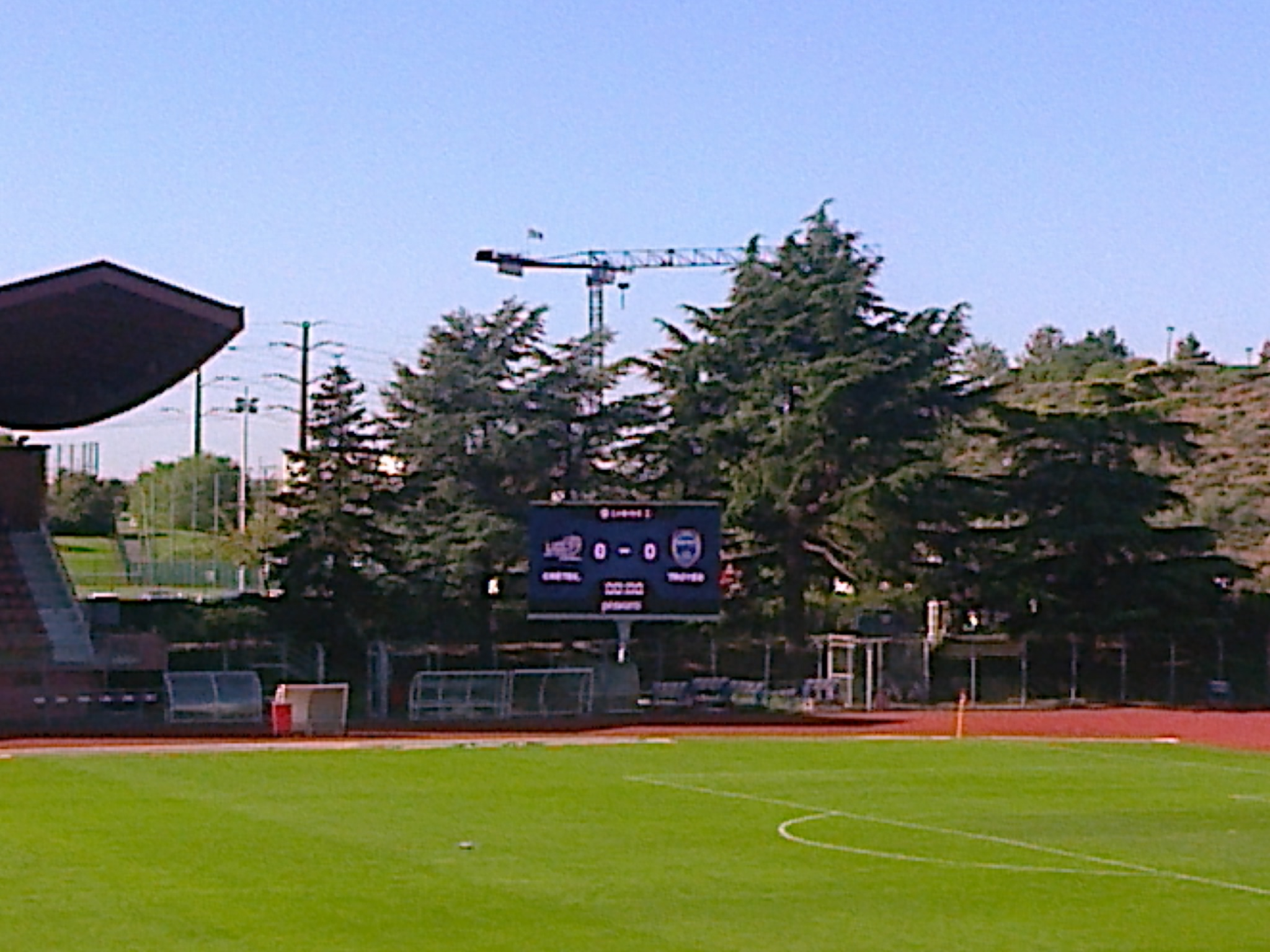
Deux écrans géants sont installés en 2014.